# Sot de l'Arç
El Sot de l'Arç és una vall petita i tancada del terme municipal de Monistrol de Calders, al Moianès.
Està situat a prop i al sud-est del poble, a l'esquerra de la riera de Sant Joan, en el vessant nord del Serrat de les Serveres, davant i al sud-est de Saladic.
Fou totalment arrasat pel gran incendi forestal del 2003.